# إدموند فاولر
إدموند فاولر (بالإنجليزية: Edmund Fuller)‏ هو مؤرخ وصحفي أمريكي، ولد في 3 مارس 1914، وتوفي في 2001.